# Euna Lee
Euna Lee (auch Lee Seung-un; koreanisch 이승은) (* 1972) ist eine in Südkorea geborene amerikanische Journalistin, die seit 2005 für Current TV arbeitet. Bekannt wurde sie durch ihre Verhaftung durch Nordkorea, ihre anschließende Verurteilung zu zwölf Jahren Arbeitslager und die Begnadigung durch Kim Jong-il.

## Leben
Euna Lee wurde geboren und wuchs auf in Südkorea. Sie kam in die USA, um an der Academy of Art University zu studieren, welche sie mit einem Bachelorgrad in Film und Rundfunk abschloss. Sie ist verheiratet mit dem Schauspieler Michael Saldate, sie haben eine Tochter.

## Die Festnahme in Nordkorea 2009
Lee und ihre Kollegin, die Journalistin Laura Ling, wurden 2009 in Nordkorea inhaftiert, nachdem sie angeblich von China aus, ohne Visa, die Grenze nach Nordkorea übertreten hatten. Die Regierung der Vereinigten Staaten protestierte gegen das verhängte Urteil von zwölf Jahren Arbeitslager und unternahm diplomatische Schritte, um die Freilassung von Lee und Ling zu erwirken. Nach einem humanitären Blitzbesuch durch den ehemaligen US-Präsidenten Bill Clinton am 4. August 2009, wurden beide von Kim Jong-il am selben Tag  begnadigt.